# Смерть Мэрилин Монро

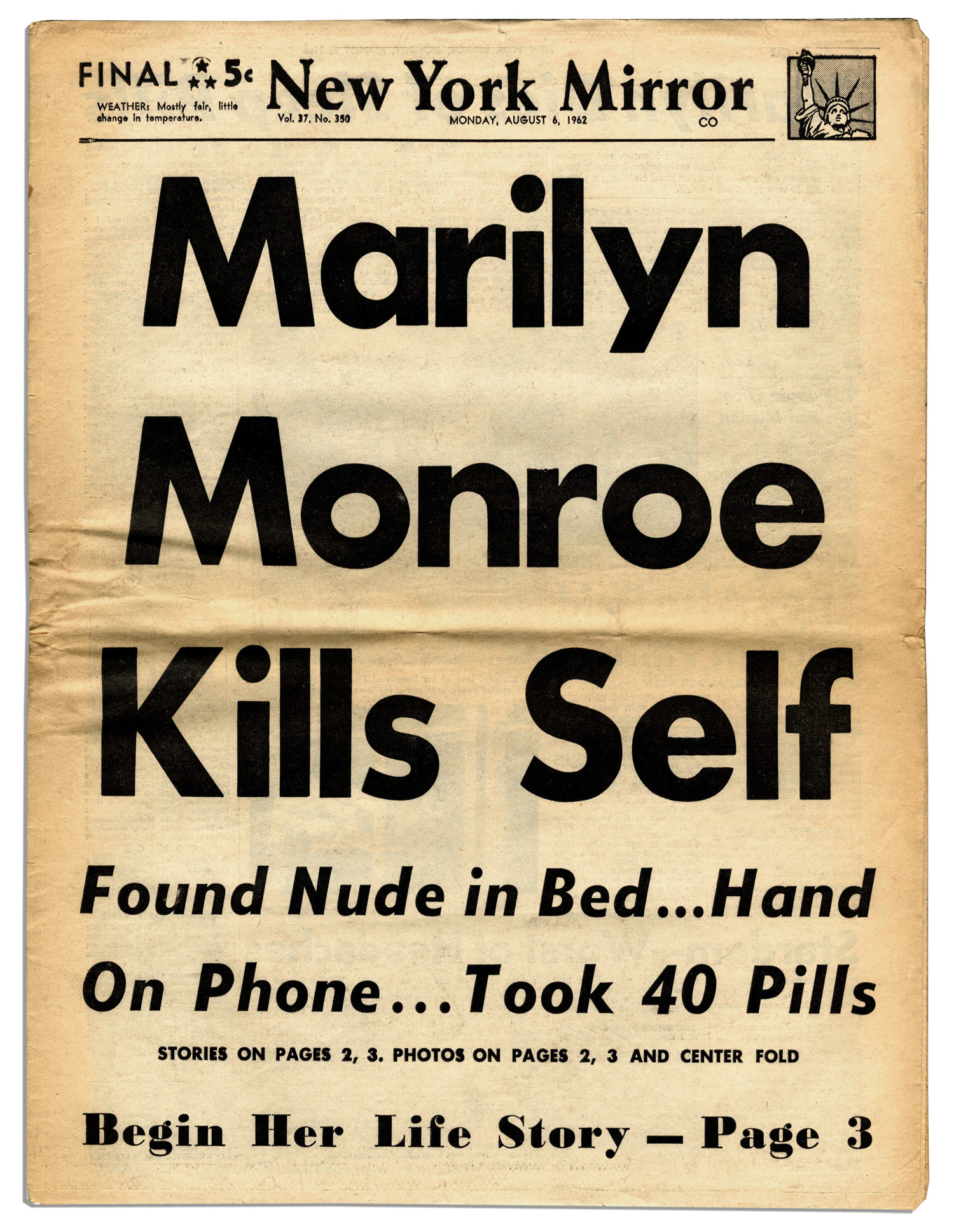
New York Mirror за 6 августа 1962, заголовок: Мэрилин Монро покончила жизнь самоубийством, она была найдена на кровати обнажённая с телефонной трубкой в руке, выпила 40 таблеток

Смерть Мэрилин Монро, американской киноактрисы и секс-символа, наступила в ночь с 4 на 5 августа 1962 года. Она скончалась в возрасте 36 лет в собственном доме в Брентвуде, штат Калифорния, США.

## Смерть

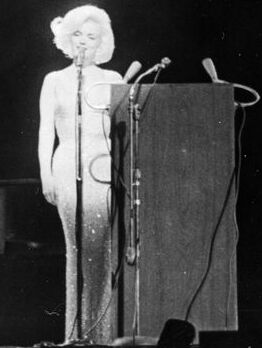
Мэрилин Монро поздравляет Джона Кеннеди с днём рождения 19 мая 1962 года песней: «Happy Birthday, Mr. President».

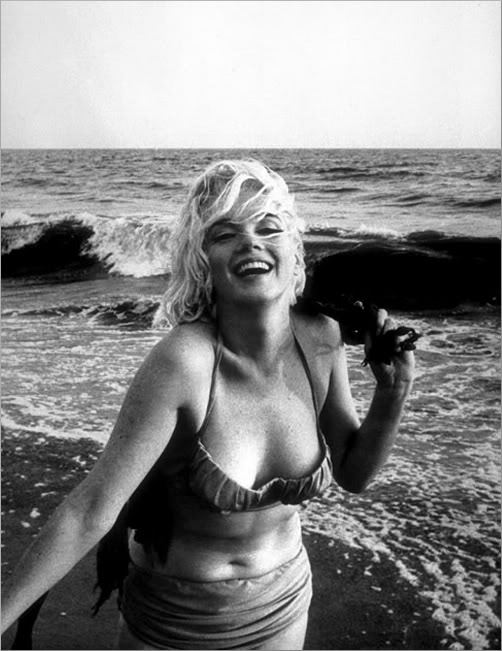
Мэрилин Монро на пляже в Санта-Монике, Калифорния (фотография сделана Джорджем Баррисом 13 июля 1962 года)

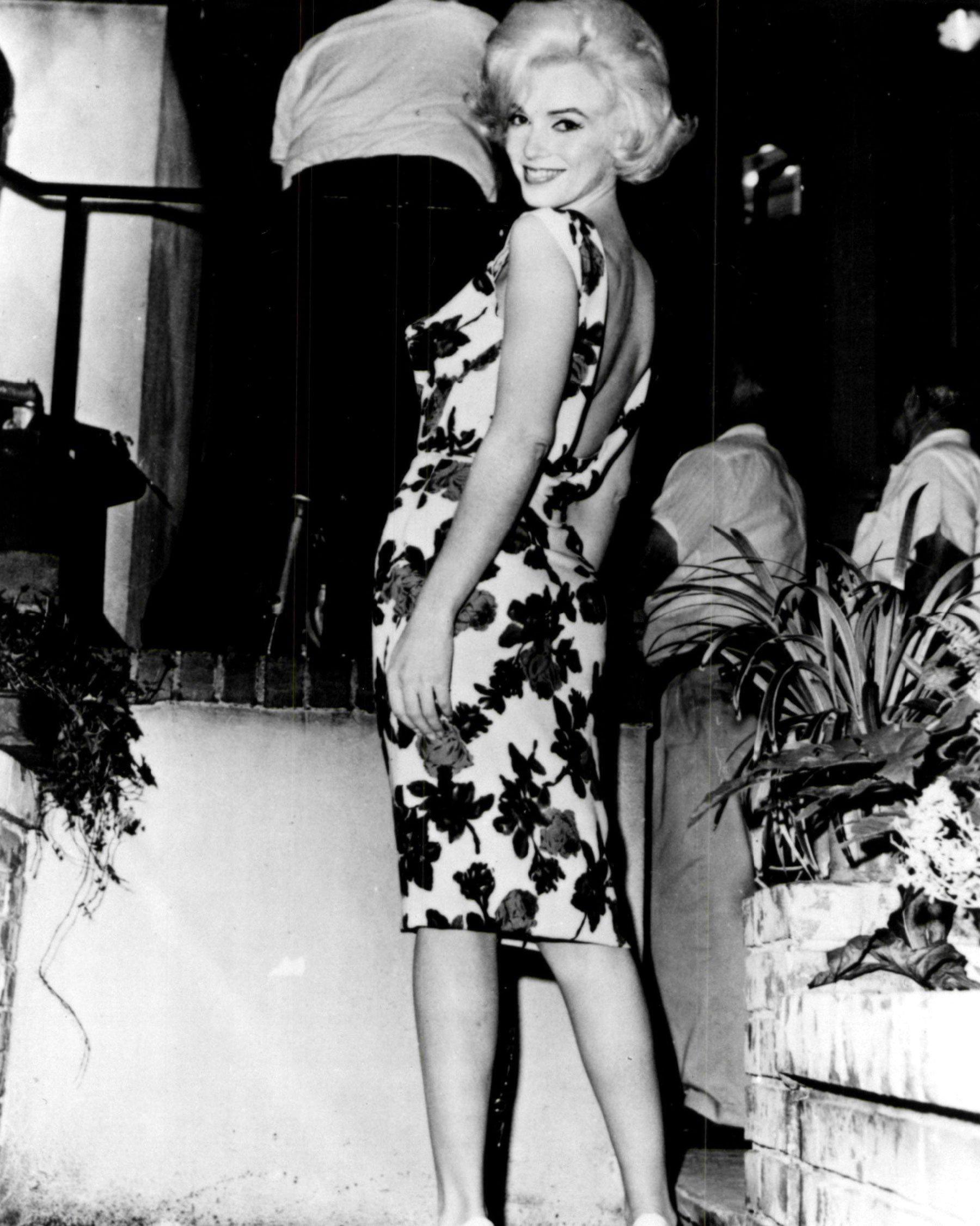
Монро на съёмках своего последнего фильма «Что-то должно случиться», 1962 год

Летом 1962 года актриса должна была начать сниматься в эксцентрической комедии «Что-то должно случиться», но 8 июня была отстранена от участия из-за постоянного отсутствия на съёмочной площадке.
4 августа 1962 года, как следует из показаний домработницы актрисы Юнис Мюррей, Монро, ссылаясь на усталость, рано ушла в спальню, взяв с собой телефон. Впоследствии многие рассказывали, что разговаривали с актрисой в её последние часы, но эти утверждения никаким образом не подтвердились, включая знаменитую фразу: «Попрощайся за меня с Пэт, с президентом и с самим собой, потому что ты славный парень», сказанную Питеру Лоуфорду, по его утверждению, еле ворочающимся языком.
Около 3 часов после полуночи Юнис Мюррей, встревоженная тем, что из-под двери Мэрилин пробивается свет, вышла в сад и заглянув в окно спальни увидела неподвижно лежащую на кровати Монро.
Юнис Мюррей позвонила психиатру звезды, доктору Ральфу Гринсону, и её личному врачу, доктору Хайману Энгелбергу. Гринсон прибыл и обнаружил тело Мэрилин. Через несколько минут появился Энгелберг, констатировавший смерть. Её причиной предполагалось «острое отравление барбитуратами». В полицейском отчёте было записано: «Вероятно, самоубийство».
Впоследствии эксперты установили, что Монро умерла 4 августа между 8:30 и 10:30 вечера.

## Аутопсия
Мэрилин Монро была найдена мёртвой, лежащей на кровати обнажённой, лицом вниз в неестественной позе, с телефонной трубкой в руке, в ночь с 4 на 5 августа 1962 года, в собственном доме в Лос-Анджелесском районе Брентвуд, по адресу 12305 Fifth Helena Drive, Брентвуд, Калифорния. Около кровати была пустая упаковка от снотворных пилюль. Четырнадцать других пузырьков от лекарств и таблеток были на ночном столике. Монро не оставила никаких предсмертных записок.
Тело было принято в Центре патологоанатомии для вскрытия, выполненное патологоанатомом доктором Томасом Ногути. В ходе аутопсии эксперт тщательно исследовал органы пищеварения, поскольку следствие, найдя на тумбочке возле кровати множество пузырьков со снотворным, полагало, что Монро приняла его чрезмерную дозу. Однако патологоанатому не удалось обнаружить остатки медикаментов в желудке. Осмотр экспертом половых органов умершей не выявил признаков недавнего сексуального контакта. Причина смерти была установлена в результате химико-токсикологического анализа крови трупа: он показал смертельную концентрацию снотворного в крови. При вскрытии трупа внимание эксперта также привлекло обесцвечивание толстой кишки. Пытаясь объяснить этот процесс, консилиум прозекторов Центра патологоанатомии с участием доктора Ногути пришёл к выводу, что снотворное могло быть введено посредством клизмы с барбитуратами. После дополнительного коллегиального исследования трупа, проведённого Ногути с экспертами Центра патологоанатомии, был объявлен окончательный вердикт: «вероятное самоубийство через принятие чрезмерной дозы снотворного».

## Последствия
Сразу после смерти актрисы версия о передозировке широко обсуждалась в американской печати, вызвав так называемый «эффект Вертера», в результате чего сотни американцев последовали её примеру.
Мэрилин Монро похоронили в стенном склепе 8 августа 1962 года на Вествудском кладбище.

### Споры о причинах смерти
Вопрос об истинных причинах смерти Монро до сих пор открыт. Называют разные версии — самоубийство (официальная версия), несчастный случай, убийство по заказу Джона и Роберта Кеннеди или убийство по заказу ФБР и ЦРУ с целью начать устранение клана Кеннеди и близких к ним людей. Тайна смерти Монро не раскрыта до сих пор.

## Память

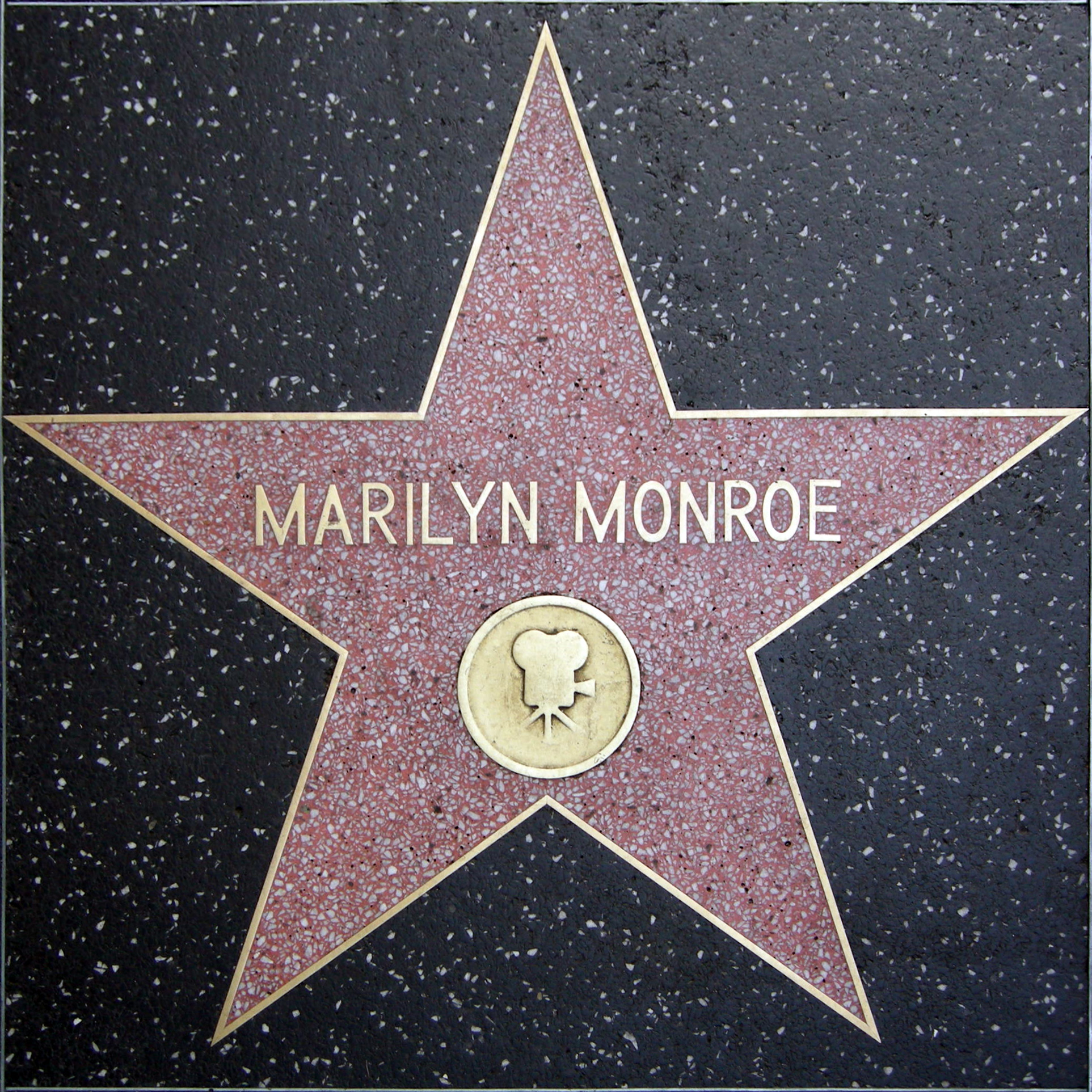
Звезда Мэрилин Монро на «Аллее славы» в Голливуде

- Мэрилин Монро посвящены песни Леди Гаги «Government Hooker» и «Dance in the Dark», Blue System «The Wind Cries (Who Killed Norma Jean)», Марка Эшли «Marilyn’s Dream», Флорана Мота «Marylin», Глена Данцига «Who Killed Marylin» и Элтона Джона «Candle in the Wind», Джейн Биркин «Norma Jean Baker», Ники Минаж «Marilyn Monroe», Ланы Дель Рей «Marilyn Monroe» (а также видеоклип «National Anthem»), Фаррелла Уильямса «Marilyn Monroe», Валерия Леонтьева «Мэрилин».
- В 1992 году, к тридцатилетней годовщине смерти Мэрилин Монро в норвежском городе Хёугесунн установили памятник. Скульптор — Нильс Ос.
- В 2010 году на экраны вышел ролик «Coco Mademoiselle», в основу сюжета которого была положена история романтических отношений Мэрилин и фотографа Дугласа Киркланда.
- 19 июня 2011 года знаменитое «улетающее платье» Мэрилин Монро (известный кадр из киноленты «Зуд седьмого года») продано на торгах аукционного дома «Profile in History» в Лос-Анджелесе за 4,6 миллиона долларов[11].
- 15 июля 2011 года в Чикаго открыта 8-метровая скульптура «Мэрилин навсегда» изображающая Монро в момент, когда она в кинокомедии «Зуд седьмого года», созданной в 1955 году, стояла на вентиляционной решётке на пересечении 52-й улицы и Лексингтон-авеню в Нью-Йорке, а поток воздуха поднимал вверх её платье. Скульптор — Сьюард Джонсон[12].
- В 2011 году в мировой прокат вышел фильм «7 дней и ночей с Мэрилин», роль Монро в котором исполнила Мишель Уильямс. Фильм рассказывает о времени, проведённом артисткой с Лоренсом Оливье в работе над «Принцем и танцовщицей».